# Підгорцівське сільське поселення
Підго́рцівське сільське поселення (рос. Подгорцевское сельское поселение) — адміністративна одиниця у складі Юр'янського району Кіровської області Росії. Адміністративний центр поселення — присілок Підгорці.

## Історія
Станом на 2002 рік на території поселення існували такі адміністративні одиниці:
- Високовський сільський округ (селище 61 км, присілки Високово, Замежниця, Сіліни, Фроли, Шура)
- Монастирський сільський округ (село Монастирське, селища 50 км, Чащинський, присілки Буличево, Велике Довге, В'язове, Комарово, Ковріжки, Мале Довге, Савватієвщина, )
- Підгорцівський сільський округ (селище Мідянка, присілки Гавричі, Зарічевщина, Зарічка, Зуди, Козлово, Колишмани, Колчани, Крохотки, Моргуново, Осиновиця, Підгорці, Полом)

Згідно із законом Кіровської області від 7 грудня 2004 року № 284-ЗО у рамках муніципальної реформи шляхом перетворення були утворені Високовське, Монастирське та Підгорцівське сільське поселення. 2012 року до складу Підгорцівського сільського поселення були приєднані Монастирське та Високовське сільські поселення.

## Населення
Населення поселення становить 1128 осіб (2017; 1132 у 2016, 1162 у 2015, 1200 у 2014, 1214 у 2013, 1223 у 2012, 1233 у 2010, 1302 у 2002).

## Склад
До складу поселення входять 28 населених пунктів:
| Населений пункт         | Населення, осіб (2002) | Населення, осіб (2010) |
| ----------------------- | ---------------------- | ---------------------- |
| 50 км, селище           | 8                      | 7                      |
| 61 км, селище           | 5                      | 3                      |
| Буличево, присілок      | 0                      | 0                      |
| Велике Довге, присілок  | 12                     | 4                      |
| Високово, присілок      | 311                    | 251                    |
| В'язове, присілок       | 0                      | 2                      |
| Гавричі, присілок       | 0                      | 0                      |
| Замежниця, присілок     | 37                     | 21                     |
| Зарічевщина, присілок   | 1                      | 0                      |
| Зарічка, присілок       | 0                      | 0                      |
| Зуди, присілок          | 0                      | 0                      |
| Коврижки, присілок      | 2                      | 1                      |
| Козлово, присілок       | 0                      | 0                      |
| Колишмани, присілок     | 0                      | 0                      |
| Колчани, присілок       | 0                      | 0                      |
| Комарово, присілок      | 17                     | 16                     |
| Крохотки, присілок      | 8                      | 4                      |
| Мале Довге, присілок    | 7                      | 3                      |
| Мідянка, селище         | 24                     | 12                     |
| Монастирське, село      | 385                    | 364                    |
| Моргуново, присілок     | 8                      | 1                      |
| Осиновиця, присілок     | 0                      | 0                      |
| Підгорці, присілок      | 460                    | 527                    |
| Полом, присілок         | 0                      | 0                      |
| Савватієвщина, присілок | 2                      | 1                      |
| Сіліни, присілок        | 2                      | 1                      |
| Фроли, присілок         | 5                      | 3                      |
| Чащинський, селище      | 2                      | 0                      |
| Шура, присілок          | 6                      | 12                     |